# Bahnhof Tallinn-Kopli
Der Bahnhof Tallinn-Kopli (auch: Güterbahnhof Kopli, estnisch Kopli kaubajaam) ist ein Güterbahnhof im Stadtteil Põhja-Tallinn der estnischen Hauptstadt Tallinn. Er befindet sich nordwestlich des Personenbahnhofs Tallinn-Balti und ist an die Bahnstrecke Tallinn–Paldiski angeschlossen.
Der Bahnhof wird von Eesti Raudtee betrieben. Von der ursprünglich größeren Anzahl an Gleisen werden nur noch fünf genutzt. Der Bahnhof dient Güterkunden auf der Halbinsel Kopli und dem Hafen Paldiski, zu dem zweitäglich Züge fahren.

## Geschichte
Bereits in Zeiten des Russischen Reiches gab es Pläne, in dem Teil Tallins einen Güterbahnhof zu bauen. Wirklich gebaut wurde der Bahnhof erst in den 1930er Jahren. Mit der Fertigstellung des Bahnhofs Tallinn-Kopli 1938 wurde der alte Güterbahnhof Balti geschlossen.

## Zukunft
Es gibt Gespräche zwischen Eesti Raudtee und Stadtverwaltung, den Güterbahnhof langfristig zu schließen. Dabei tendiert die Stadt zu Grünflächen und die Bahngesellschaft möchte auch Immobilien entwickeln. Obwohl die Volumina in den letzten Jahrzehnten sehr zurückgegangen sind, kann der Güterbahnhof Kopli nicht kurzfristig abgebaut werden, da es keine Tallinner Ringbahn gibt, die den Hafen Paldiski mit dem Bahnhof Tallinn-Ülemiste verbindet.
Zuerst könnten auf 16 Hektar nicht mehr benötigten Gleise entfernt werden.